# Đurđin
Đurđin (srp.: Ђурђин, mađ. Györgyén, nje. Gjargstedt) je selo u Bačkoj u Vojvodini.

## Zemljopis
Đurđin se nalazi na jednom od najplodnijih predjela u subotičkoj okolici. Zemlja na kojoj se nalazi je crnica. Bogat je biljnim životom a s obzirom na to da se u đurđinskim predjelima rado zadržavala divljač, bio je omiljenim odredištem lovaca.

## Povijest
Na đurđinskom se području nalazi predio Kraljičina zemlja, na kojem po predaji postoji utvrda iz vremena Sibinjanina Janka. Spomen o njemu datira iz 1462., kad je i prvi put zapisano ime Đurđin. Zemlja je pripadala Matiji Korvinu, koji je u tom dokumentu darovao ju majci Elizabeti (mađ. Erzsébet Morzsinay) (odatle Kraljičina zemlja).
Kad se đurđinski kraj naseljavao, u njemu je neprekidno živjelo tridesetak hrvatskih obitelji. Turska osvajanja Ugarske su ga skoro u potpunosti opustošila i razorila. Bunjevački Hrvati se u većim i organiziranijim skupinama ovdje doselili 1687. godine.
Tijekom srednjeg vijeka je na predjelu imena Pavlovac nalazio se pavlinski samostan. Kad je prestao postojati 1598., redovnici su otišli sjevernije na sjever Ugarske u Ostrogon.
Poljodjelski uvjeti su kreirali gospodarstvo i način stanovanja ovog kraja. Kraj je poznat kao salašarski.
1878. je Đurđin dobio školu. To je bila 'Kopilova škola' koja je podignuta na posjedu Luke Kopilovića. Uskoro su otvorene područne škole 'Čović škola', 'Milodanović škola', 'Šokčić škola' i škola na Pavlovcu. Šokčićeva škula neko je vrijeme nosila ime Đene Dulića. Svih tih pet škola objedinjeno je 1952. godine u jednu osmoljetnu osnovnu školu. Ta se škola nalazila u staroj zgradi gdje je i sad škola. Od 1962. škola djeluje pod imenom OŠ Vladimir Nazor. Đurđinskoj je školi lijepu zbirku fotografija donirao poznati subotički fotograf Augustin Juriga.

## Promet
U Đurđinu se nekad nalazila željeznička postaja.

## Hrvati u Đurđinu
| Etnički sastav 2002. |            |        |
| Narod                | Stanovnika | %      |
| Hrvati               | 677        | 38,77% |
| Srbi                 | 484        | 27,72% |
| Bunjevci             | 251        | 14,37% |
| Mađari               | 124        | 7,10%  |
| Jugoslaveni          | 67         | 3,83%  |
| Slovenci             | 7          | 0,40%  |
| Crnogorci            | 7          | 0,40%  |
| ostali               | 18         | 1,00%  |
| nepoznato            | 0          | 0,00%  |

Hrvati čine relativnu većinu u Đurđinu 2002., a zajedno s onima izjašnjenima kao "Bunjevci", čine natpolovičnu većinu.
Đurđin danas (po stanju od 15. prosinca 2002.) daje 6 elektora u Hrvatsko nacionalno vijeće Republike Srbije.
Đurđinski bunjevački Hrvati su tvorci slamarske umjetnosti.
Danas u Đurđinu postoje skupine predškolskog odgoja na hrvatskom jeziku.

## Kultura
U Đurđinu se održava dio programa žetvene manifestacije bunjevačkih Hrvata, Dužijance.
Od hrvatskih ustanova, u Đurđinu djeluje Hrvatsko kulturno-prosvjetno društvo Đurđin i komorni tamburaški orkestar Musica chorda. Pored te hrvatske ustanove u Đurđinu se nalazi Bunjevački muzej, Hrvatski seljački prosvjetni dom i Hrvatska čitaona.
Đurđinski bunjevački Hrvati su tvorci slamarske umjetnosti. Tako đurđinska crkva sv. Josipa ima jedinstveni Križni put - napravljen je od slame.
Etno-salaš, stara salaška obiteljska nastamba iz 1881. pokraj crkve u kojoj se nalazio župni ured. Sačuvana na inicijativu rkt. svećenika Lazara Ivana Krmpotića.

## Šport
U Đurđinu djeluju nogometni klub FK Đurđin koji se uglavnom natječe u međuopćinskim ligama i u općinskoj ligi Subotice te konjički klub Đurđin.

## Poznate osobe
- Sluga Božji o. Gerard Tomo Stantić
- Matija Dulić (1912. – 2003.), hrvatska književnica
- Ante Stantić, svećenik, profesor na Papinskom teološkom fakultetu Teresianum
- Marija Ivković Ivandekić (1919. – 2006.), hrv. naivna umjetnica u tehnici slame, začetnica slamarskog umjetništva na ovim prostorima
- Kata Rogić (1913. – 1993.), hrv. naivna umjetnica u tehnici slame, začetnica slamarskog umjetništva na ovim prostorima
- Lazar Ivan Krmpotić, hrv. kulturni djelatnik, župnik u Đurđinu od 1992. do 2006.[1]
- Nina Poljaković, bačka hrv. naivna umjetnica u tehnici slame
- Alojzije Stantić, ekonomist, privrednik, publicist, etnograf i kulturni djelatnik
- Franjo Dulić, pravnik[11]
- Josip Stantić, profesor[11]
- Nesto Dulić, profesor[11]
- Baltazar Bolto Dulić, arhitekt[11]
- Pero Gabrić, pravnik[11]
- Matija Dulić rođ. Jaramazović, hrv. pjesnikinja[11]
- Antun Stantić-Sveti, pravnik, barjaktar križarskog bratstva u Đurđinu[11]
- Vilko Stantić-Keleman, pravnik[11]
- Roza Vujević, hrv. naivna umjetnica u tehnici slame, začetnica slamarskog umjetništva na ovim prostorima[11]
- Krista Ivković Ivandekić, hrv. naivna umjetnica u tehnici slame, začetnica slamarskog umjetništva na ovim prostorima[11]
- Miroslav Stantić, muzikolog, dirigent, zborovođa i orguljaš katedrale sv.Terezije Avilske u Subotici, dirigent subotičkog komornog ansamla Collegium Musicum Catholicum